# Deliathis bifurcatus
Deliathis bifurcatus är en skalbaggsart som beskrevs av Dillon 1941. Deliathis bifurcatus ingår i släktet Deliathis och familjen långhorningar.
Artens utbredningsområde är:
- El Salvador.
- Honduras.

Inga underarter finns listade i Catalogue of Life.